# ماه قرمز در زهره
ماه قرمز در زهره (به انگلیسی: Red Moon in Venus) سومین آلبوم استودیویی از خوانندهٔ کلمبیایی-آمریکایی کالی اوچیس می‌باشد که در ۳ مارس سال ۲۰۲۳ از سوی گفن رکوردز منتشر گردید. کالی اوچیس در این آلبوم با خوانندگانی نظیر عمر آپولو، دان تالیور و سامر واکر همکاری کرده‌است.